# Edmonds Creek
Edmonds Creek is een 6,8 kilometer lange seizoensgebonden beek in het noordwesten van Tasmanië, Australië. De beek ontspringt op 186 meter hoogte nabij Mawbanna en mondt uit in de Dip River.